# Іглиця тонкорила

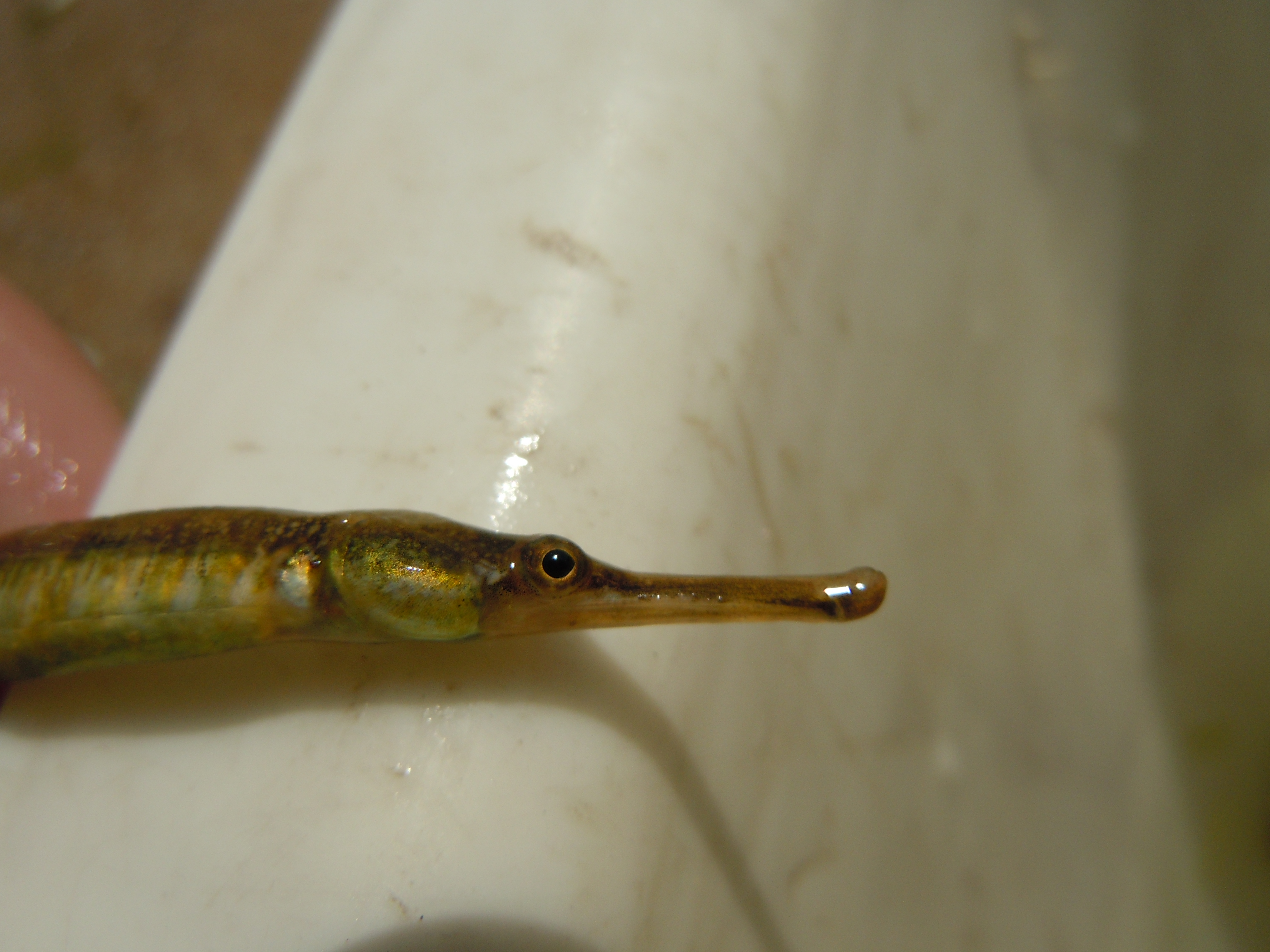
Голова іглиці тонкорилої

Іглиця тонкорила (Syngnathus tenuirostris) — вид морських іглиць. Раритетний вид риб, занесений до Червоної книги України та інших природоохоронних документів.

## Опис
Морська демерсальна яйцеживородна риба.

## Поширення
Вид поширений у Середземноморському басейні: Адріатичному, Тірренському,  Чорному та Азовському морях. 

## Охорона
На більшій частині ареалу стан природних популяцій виду залишається неясним. Саме тому він, згідно з Червоним списком МСОП, отримав охоронний статус «брак даних щодо  виду». Але в окремих регіонах спостерігається тенденція до зниження чисельності популяції виду. Тому іглиця тонкорила занесена до Червоної книги України (охоронна категорія: вразливий вид) та Червоної книги Чорного моря (охоронна категорія: вид з низьким ризиком зникнення в українському секторі Чорного моря).